# La Hache de la vengeance
Pour plus de détails, voir Fiche technique et Distribution.
La Hache de la vengeance (When the Redskins Rode) est un film américain de Lew Landers, sorti en 1951.

## Synopsis
L’action débute en 1753 à Williamsburg en Virginie…
Hannoc, un jeune prince des Delawares, accepte de s'allier aux Britanniques contre les Français qui envahissent le sud du Canada. Une espionne française, Elizabeth Leeds, tente de séduire Hannoc pour l'empêcher d'amener son peuple à s’unir aux Anglais... 

## Fiche technique
- Titre original : When the Redskins Rode
- Titre : La Hache de la vengeance
- Réalisation : Lew Landers
- Scénario : Robert E. Kent[2]
- Production : Sam Katzman
- Direction artistique : Paul Palmentola
- Décors : Didney Clifford
- Costumes : Alfred Berke
- Photographie : Lester White
- Musique : Mischa Bakaleinikoff
- Durée: 78 minutes

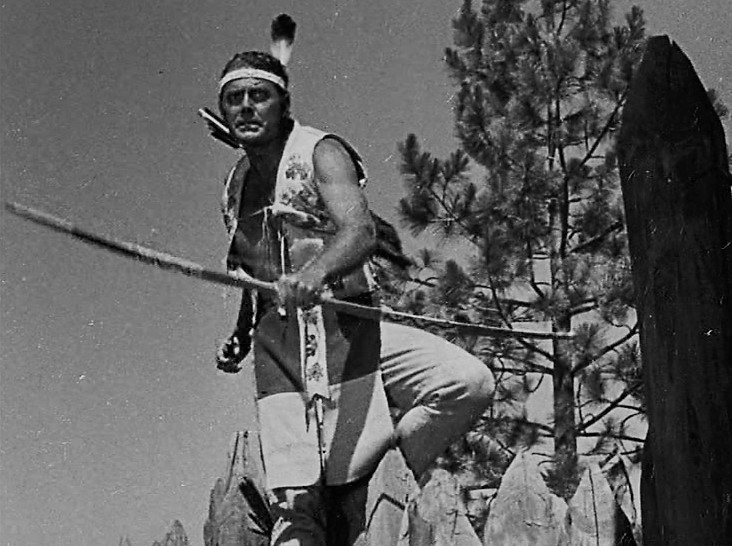
Jon Hall
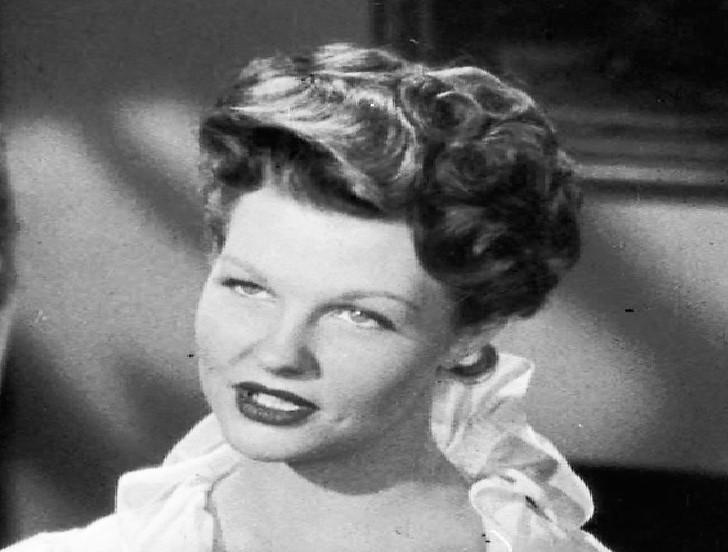
Mary Castle

## Distribution
- Jon Hall : Prince Hannoc
- Mary Castle : Elizabeth Leeds
- James Seay : colonel George Washington
- John Ridgely : Christopher Gist
- Sherry Moreland : Morna
- Pedro de Cordoba : chef Shingiss
- John Dehner : John Delmont
- Lewis L. Russell : gouverneur Dinwiddie
- William Bakewell : Appleby
- Jessie Arnold : potins au match de lutte
- Jack Chefe : lieutenant français
- JW Cody : Mogama
- Gregory Gaye : St. Pierre
- Charles Horvath : Michel, sentinelle française
- Milton Kibbee : Davey
- Harold Miller : homme assis dans une taverne
- Steve Pendleton : ami d'Appleby
- Rick Vallin : Duprez
- Rusty Wescoatt : Znueau